# Клюєв Олександр Миколайович
Олександр Миколайович Клюєв (нар. 29 грудня 1963 року, Харків, Україна) – український вчений, юрист. Доктор юридичних наук (2010), професор (2011), Заслужений юрист України (2009).

## Біографія
1983 року закінчив Ростовське морехідне училище. Працював на вантажних судах матросом, четвертим та третім помічником капітана в Каспійському та Чорноморському морських пароплавствах.
1991 року закінчив Харківський інженерно-економічний інститут (нині – Харківський національний економічний університет імені Семена Кузнеця) за спеціальністю «Бухгалтерський облік та аналіз господарської діяльності». 
1997 року – ад’юнктуру Харківського університету внутрішніх справ (нині – Харківський національний університет внутрішніх справ). 
2018 року – Класичний приватний університет, здобувши кваліфікацію: ступінь вищої освіти магістр за спеціальністю «Психологія».
2020 року – Харківський національний університет внутрішніх справ, здобувши кваліфікацію: ступінь вищої освіти магістр за спеціальністю «Правоохоронна діяльність».
1998 року захистив дисертацію на здобуття наукового ступеня кандидата юридичних наук за темою «Правові та організаційно-управлінські аспекти діяльності карного розшуку України».  
2004 року присвоєно вчене звання доцента кафедри управління в органах внутрішніх справ. У цьому ж році обраний член-кореспондентом, а 2008 року – дійсним членом (академіком) Міжнародної Кадрової Академії.  
2009 року присвоєно звання «Почесний професор» Міжнародної Кадрової Академії. Цього ж року Указом Президента України присвоєно почесне звання «Заслужений юрист України».

## Кар'єра
2010 року захистив дисертацію на здобуття наукового ступеня доктора юридичних наук за темою «Проблеми взаємодії підрозділів органів внутрішніх справ на регіональному рівні», а 2011 року присвоєно вчене звання професора кафедри адміністративного, кримінального права та процесу.
2016 року обрано дійсним членом Міжнародної Академії Економіки і Екотехнологій (МАЕЕТ), почесним професором кафедри адміністративного, кримінального права і процесу Приватного вищого навчального закладу «Міжнародний університет бізнесу і права» (м. Херсон), 2017 року – дійсним членом Міжнародної Академії Права і Адвокатури.
З 1998 року працював на керівних посадах Управління Міністерства внутрішніх справ України в Харківській області – начальник відділення паспортної, реєстраційної та міграційної роботи Дергачівського районного відділу Управління Міністерства внутрішніх справ України в Харківській області, а з 2001 по 2003 роки – начальник Дергачівського районного відділу Управління Міністерства внутрішніх справ України в Харківській області.
З 2003 по 2006 роки обіймав посаду начальника управління роботи з персоналом Державної подактової адміністрації у Харківській області.
2006 року обраний депутатом та заступником голови Харківської обласної ради V скликання, де працював по листопад 2008 р. Під час роботи, у відповідності до законодавства, був присвоєний III ранг посадової особи місцевого самоврядування.
2010 року – завідувач лабораторії з проблем наукової організації навчального процесу навчально-наукового інституту права, економіки та соціології Харківського національного університету внутрішніх справ.
У 2011-2016 роках – проректор з наукової роботи з виконанням обов’язків професора кафедри адміністративного, кримінального права і процесу Приватного вищого навчального закладу «Міжнародний університет бізнесу і права» (м. Херсон).
2016 року очолив Харківський науково-дослідний інститут судових експертиз ім. Засл. проф. М. С. Бокаріуса Міністерства юстиції України.

## Нагороди
- орден «За заслуги» III ступеня та орденом «За мужність» III ступеня.
- відзнака Служби безпеки України «Вогнепальна зброя»